# ميهاي لوي
ميهاي لوي (بالرومانية: Mihai Leu) مواليد 13 فبراير 1968 في هونيدوارا، رومانيا، هو ملاكم روماني يصنف ضمن فئة وزن الوسط. حقق بطولة منظمة الملاكمة العالمية.

## إحصائيات
خاض خلال مسيرته 28 نزالا، فاز في 28 ولم يتعادل ولم يخسر. فاز بالضربة القاضية في 10 نزالا.

## وصلات خارجية
- ميهاي لوي على موقع بوكس ريك (الإنجليزية) (registration required)
- ميهاي لوي على موقع eWRC-results.com (الإنجليزية)
- الموقع الرسمي
- سجل الملاكمة لـ ميهاي لوي من بوكس ريك